# Elecciones generales de San Marino de 2016
Las elecciones generales  de San Marino se celebraron el 20 de noviembre de 2016 y el 4 de diciembre de 2016. La alianza de San Marino Primero recibió una pluralidad de votos populares, pero no obtuvo la mayoría en el Gran y General Consejo, inicialmente se le asignaron 25 escaños. Como ningún bloque había ganado la mayoría de los escaños, el 4 de diciembre de 2016 se celebró una segunda vuelta entre las dos coaliciones principales, San Marino Primero y Adesso.sm, para determinar el ganador del bono mayoritario. En segunda vuelta la alianza Adesso.sm ganó con el 58% de los votos, lo que resultó en la reasignación de escaños y esta recibió 35 escaños.

## Sistema electoral
Los 60 miembros del Gran y General Consejo son elegidos por representación proporcional , con escaños asignados utilizando el método d'Hondt. El umbral electoral se calcula multiplicando el número de partidos que se presentan en las elecciones por 0,4, con un umbral máximo posible del 3,5%.
Si ningún bloque único obtuviera una mayoría absoluta, se celebraría una segunda vuelta entre las dos coaliciones que más votos populares obtuvieron, de las cuales el ganador obtendrá un bono mayoritario (un bono de asientos que garantiza una mayoría).

## Resultados
| Coalición                            | Coalición                           | Partido                                    | Partido                                         | Primera vuelta | Primera vuelta | Primera vuelta | Segunda vuelta | Segunda vuelta | Segunda vuelta | Segunda vuelta |
| Coalición                            | Coalición                           | Partido                                    | Partido                                         | Votos          | %              | Escaños        | Votos          | %              | Escaños        | +/–            |
| ------------------------------------ | ----------------------------------- | ------------------------------------------ | ----------------------------------------------- | -------------- | -------------- | -------------- | -------------- | -------------- | -------------- | -------------- |
|                                      | San Marino Primero                  |                                            | Partido Demócrata Cristiano Sanmarinense        | 4,752          | 24.46          | 16             | 6,889          | 42.08          | 10             | –11            |
|                                      | San Marino Primero                  | Partido Socialista                         | 1,496                                           | 7.70           | 5              | 3              | 6,889          | 42.08          | –4             |                |
|                                      | San Marino Primero                  | Partido de los Socialistas y Demócratas    | 1,392                                           | 7.17           | 4              | 3              | 6,889          | 42.08          | –7             |                |
|                                      | San Marino Primero                  | Sammarineses (NS–SsC)                      | 414                                             | 2.13           | 0              | 0              | 6,889          | 42.08          | –              |                |
|                                      | San Marino Primero                  | Votos directos a la coalición              | 44                                              | 0.23           | 0              | 0              | 6,889          | 42.08          | –              |                |
|                                      | San Marino Primero                  | Total                                      | 8,098                                           | 41.68          | 25             | 16             | 6,889          | 42.08          | –22            |                |
|                                      | Adesso.sm                           |                                            | Izquierda Socialista Democrática (SU–PR–LabDem) | 2,352          | 12.11          | 8              | 9,482          | 57.92          | 14             | +9             |
|                                      | Adesso.sm                           | República Futura (AP–UR)                   | 1,865                                           | 9.60           | 6              | 11             | 9,482          | 57.92          | +6             |                |
|                                      | Adesso.sm                           | Movimiento Cívico 10                       | 1,800                                           | 9.27           | 6              | 10             | 9,482          | 57.92          | +6             |                |
|                                      | Adesso.sm                           | Votos directos a la coalición              | 88                                              | 0.45           | 0              | 0              | 9,482          | 57.92          | –              |                |
|                                      | Adesso.sm                           | Total                                      | 6,105                                           | 31.43          | 20             | 35             | 9,482          | 57.92          | +21            |                |
|                                      | Democracia en Movimiento            |                                            | Movimiento RETE                                 | 3,561          | 18.33          | 12             |                |                | 8              | +4             |
|                                      | Democracia en Movimiento            | Movimiento Democrático – San Marino Juntos | 872                                             | 4.49           | 3              | 1              | Nuevo          |                |                |                |
|                                      | Democracia en Movimiento            | Votos directos a la coalición              | 70                                              | 0.36           | 0              | 0              | –              |                |                |                |
|                                      | Democracia en Movimiento            | Total                                      | 4,503                                           | 23.18          | 15             | 9              | +4             |                |                |                |
|                                      | Lista de Personas Libres            | Lista de Personas Libres                   | Lista de Personas Libres                        | 412            | 2.12           | 0              | 0              | Nuevo          |                |                |
|                                      | Renacimiento Democrático Sanmarinés | Renacimiento Democrático Sanmarinés        | Renacimiento Democrático Sanmarinés             | 309            | 1.59           | 0              | 0              | Nuevo          |                |                |
| Votos inválidos y en blanco          | Votos inválidos y en blanco         | Votos inválidos y en blanco                | Votos inválidos y en blanco                     | 849            | –              | –              | 653            | –              | –              | –              |
| Total                                | Total                               | Total                                      | Total                                           | 20,276         | 100            | 60             | 17,024         | 100            | 60             | 0              |
| Votantes registrados/participación   | Votantes registrados/participación  | Votantes registrados/participación         | Votantes registrados/participación              | 33,985         | 59.66          | –              | 33,985         | 50.09          | –              | –              |
| Fuente: Segreteria di Stato Libertas |                                     |                                            |                                                 |                |                |                |                |                |                |                |